# Gene
Pour les articles homonymes, voir Gene (homonymie).
Gene est un groupe de pop britannique, originaire de Londres, en Angleterre. Ils connaissent le succès en 1994 avec les singles For the dead, Be My Light, Be My Guide et Sleep Well Tonight. Le public français les a connu grâce aux concerts du festival des Inrockuptibles.

## Biographie
En janvier 2014, leurs quatre albums et To See the Lights sont réédités

## Membres
- Martin Rossiter - chant, claviers
- Steve Mason - guitare
- Kevin Miles - basse
- Matt James - batterie

## Discographie

### Albums studio
- 1995 : Olympian
- 1997 : Drawn to the deep end
- 1999 : Revelations
- 2001 : Libertine

### Album live
- 2000 : Rising for Sunset (Live at The Troubadour, Hollywood, Los Angeles, les 1er & 2 juin 2000)

### Compilations
- 1996 : To See the Lights
- 2001 : As Good As It Gets: The Best of Gene
- 2006 : The John Peel Sessions 95-99
- 2020 : The Albums (Coffret 9CD inclus les albums studio de 1995 à 2001, l'album Live de 2000, reprises, faces B, démos, versions inédites, singles,...)

### Singles
- 1994 : For the Dead / Child's Body
- 1994 : Be My Light, Be My Guide / This Is Not My Crime" / "I Can't Help Myself
- 1994 : Sleep Well Tonight / Sick, Sober And Sorry / Her Fifteen Years
- 1995 : Haunted by You / Do You Want To Hear It From Me / How Much For Love
- 1995 : Be My Light, Be My Guide / I Can't Help Myself
- 1995 : Olympian / I Can't Decide If She Really Loves Me / To See the Lights